# Juan Antonio Gómez Navarro
Juan Antonio Gómez Navarro (Lorca, 1845-diciembre de 1923) fue un músico español.

## Biografía
Nacido en Lorca (Murcia) en 1845, abandonó los estudios de Medicina para ingresar en el Real Conservatorio Superior de Música de Madrid —donde fue discípulo del compositor Miguel Hilarión Eslava—, así como para hacer carrera eclesiástica. Tocaba el violín, el piano y el órgano.
Entre 1871 y 1872 fue profesor de violín del Ateneo Científico y Literario de Lorca, pero ejerció su profesión sobre todo en Córdoba, donde fue maestro de capilla de la mezquita-catedral durante casi cuarenta años, de 1877 a 1916, cargo al que accedió por oposición. En esta ciudad fue, además, profesor de piano, presidente de la sección musical del Ateneo y, brevemente, docente en la Escuela Provincial de Bellas Artes, precursora del Conservatorio Superior. Abandonó Córdoba después de dimitir como maestro de capilla y falleció en diciembre de 1923.
Compuso más de doscientas obras, tanto profanas como religiosas. Entre las primeras se cuentan varios valses, ridogones, polkas, una barcarola con letra de Marcos Rafael Blanco Belmonte y una zarzuela, que se estrenó como anónima. Entre sus obras sacras destacan el villancico El Ruiseñor, dos misereres, varias misas, oficios de difuntos y de ángeles, motetes, plegarias y marchas fúnebres. También creó para la Santísima Virgen de los Dolores Paso Azul Lorca la Salve en 1903.